# Івановка (Кармаскалинський район)
Іва́новка (рос. Ивановка, башк. Ивановка) — присілок у складі Кармаскалинського району Башкортостану, Росія. Входить до складу Карламанської сільської ради.
Населення — 25 осіб (2010; 23 в 2002).
Національний склад:
- башкири — 91 %